# Numeració maia
La civilització maia, a l'Amèrica precolombina, feia servir un sistema de numeració vigesimal (de base 20).

## Nombres fins al 19

Nombres maies.

Usualment, en la notació maia els nombres fins a 19 estaven constituïts per tres diferents símbols; zero (en forma de closca), u (un punt) i cinc (una barra). Els maies van idear un sistema de base 20 amb el 5 com a base auxiliar. El sistema és additiu, se sumen els valors dels símbols per conèixer el nombre. El punt no es repeteix més de 4 vegades. Si es necessiten 5 punts, llavors se substituïxen per una barra. La barra no apareix més de 3 vegades.
Per exemple, el nombre dinou (19) s'escrivia amb quatre punts en una fila horitzontal sobre tres barres posades una sobre l'altra (vegeu taula).
En la numeració maia existeixen alternatives a la notació amb punts i barres: els nombres maies podien ser il·lustrats amb glifs. Els més coneguts són els glifs antropomòrfics de cares. En aquest cas el glif per a un determinat nombre era representat per la deïtat associada amb el nombre. Aquestes glifs rarament eren usats, i només es poden trobar en inscripcions molt elaborades.

## Nombres més grans de 19
| 400s |         | 1 maia | 12 maia |
| 20s  | 1 maia  | 1 maia | 16 maia |
| 1s   | 12 maia | 9 maia | 5 maia  |
|      | 32      | 429    | 5125    |

Els nombres superiors a 19 eren escrits verticalment en potències de vint.
Per exemple, trenta-dos havia de ser escrit com un punt sobre dos punts que a la vegada estaven sobre dues barres. El primer punt representa "un vint" o "1×20", mentre els dos punts addicionals i les dues barres representen el valor dotze. Per tant, (1×20) + 12 = 32. Per valor superiors a 400, es necessita una tercera columna.
El nombres superior a 400 necessiten un tercer dígit. Per exemple, el nombre 429 havia de ser escrit com un punt sobre un punt sobre quatre punts sobre una barra. Per tant, (1×400) + (1×20) + 9 = 429.
De fet, les potències de vint en aquest sistema de numeració vigesimal són comparables a les potències de deu en el sistema de numeració decimals).

## Sumar i restar
Sumar i restar nombres utilitzant la numeració maia és senzill.
La suma es realitza mitjançant la combinació dels símbols numèrics en cada nivell.
Si obtenim cinc o més punts de la combinació, cinc punts són reemplaçats per una barra. Si s'obtenen quatre o més barres, quatre barres han de ser reemplaçades per un punt afegit a la propera columna.
El mateix passa amb la resta, es resten els elements traient-los del símbol numèric del minuend.
Si no hi ha suficients punts en una posició minuend, una barra, se substitueix per cinc punts. Si no hi ha prou barres, es treu un punt de la columna del següent símbol major minuend i s'afegeixen quatre barres al símbol del minuend amb el qual s'està treballant.

## Zero
La civilització maia va ser la primera d'Amèrica a idear el zero. Aquest era necessari per a la seva numeració perquè els maies tenien un sistema  posicional, és a dir, un sistema de numeració en el qual cada símbol té un valor diferent segons la posició que ocupa. El símbol del zero és representat per un cargol (petxina o llavor), una mitjana creu de Malta, una mà sota una espiral o una cara coberta per una mà.
Per exemple, per saber quin nombre és aquest cal obtenir el valor dels símbols. El zero indica que no hi ha unitats. Els dos punts del segon ordre representen 2 grups de 20 unitats; o sigui, 40. El nombre del tercer ordre és un 8, però el seu valor real s'obté en multiplicar-lo per 360. Per tant, el nombre és 2880 + 40 + 0 = 2920. És més fàcil llegir un nombre quan es representa amb punts, ratlles i petxines, perquè és una representació senzilla que no deixa cap dubte del valor de cada símbol, d'acord amb la posició en la qual s'escriu. En les representacions antropomorfes, és més complex entendre el nombre escrit.

### Numeració astronòmica
L'any el consideraven dividit en 18 unitats; cadascuna constava de 20 dies. S'afegien alguns festius ( Uayeb ) i d'aquesta manera s'aconseguia que durés just el que una de les unitats de tercer ordre del sistema numèric. A més d'aquest calendari solar van usar un altre de caràcter religiós en què cada any es divideix en 20 cicles de 13 dies. En trencar la unitat del sistema, aquest es fa poc pràctic per al càlcul. I, encara que els coneixements astronòmics i d'un altre tipus van ser notables, els maies no van desenvolupar una matemàtica astronòmica més enllà del calendari. Va ser així com ells van començar a crear la seva simbolització a això se li diu sistema de numeració maia.

### Numeració comercial
En tenir cada xifra un valor relatiu segons el lloc que ocupa, la presència d'un signe pel zero amb el qual indicar l'absència d'unitats d'algun ordre es fa imprescindible. Els maies ho van usar, encara que no sembla haver-los interessat el concepte de quantitat nul·la. Com els  babilonis, ho van usar simplement per a indicar l'absència d'un altre nombre. Però els científics maies eren alhora sacerdots ocupats en l'observació astronòmica, i per expressar els números corresponents a les dates van usar unes unitats de tercer ordre irregulars per a la base 20. Així, la xifra que ocupava el tercer lloc des de baix es multiplicava per 20 × 18 = 360, per completar una xifra molt pròxima a la durada d'un any. La seva numeració limita al número 50. Aquest és una variant del sistema convencional maia.

## Calendari lunar o Tzolkin

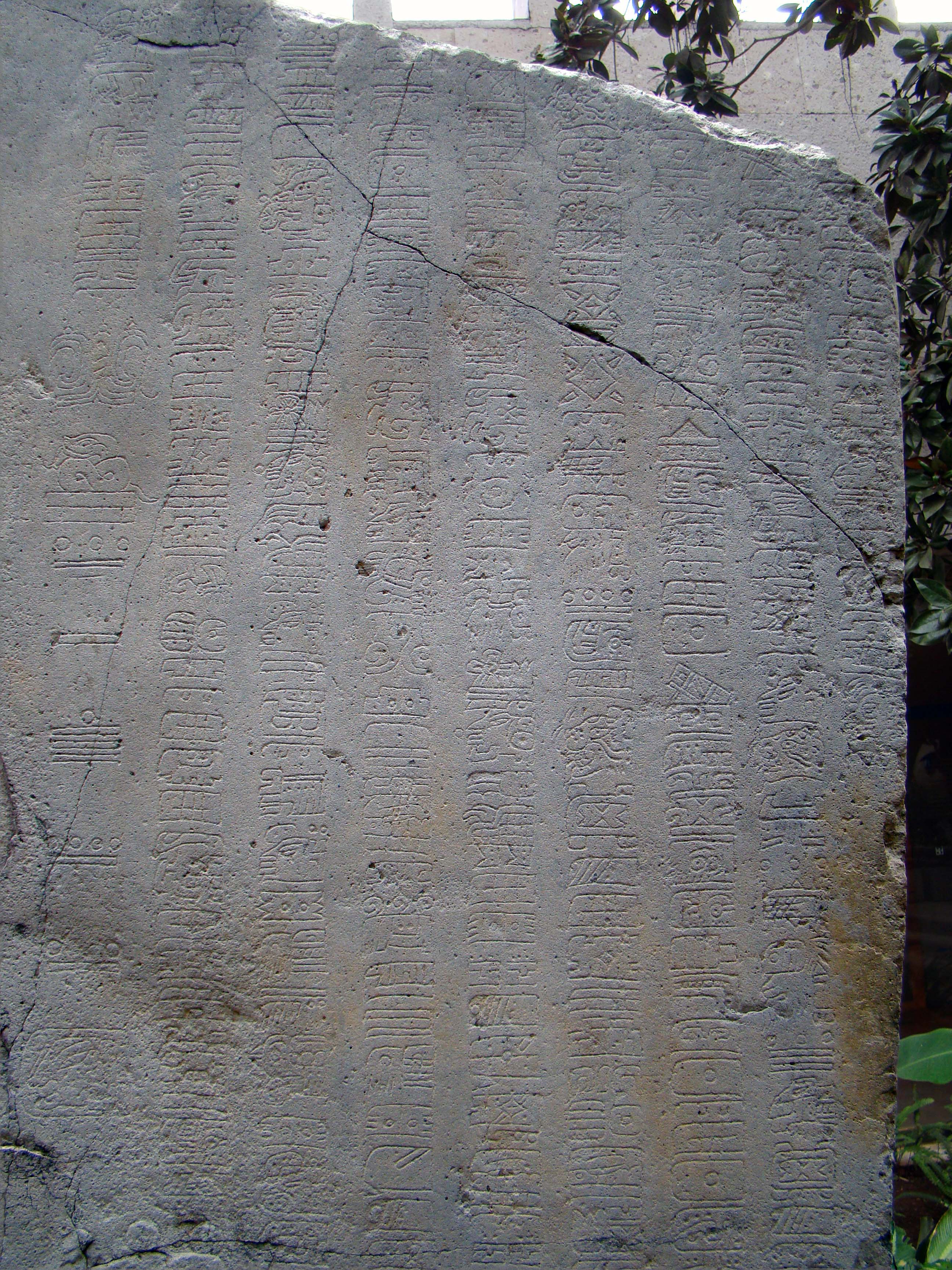
Detall que mostra tres comunes de glyphs de La Mojarra Stela 1.

A causa del sistema vigesimal de numeració, el calendari estava compost per múltiples de 20. El Tzolkin o calendari sagrat, tenia 260 dies, mentre que el Haab o calendari solar, 360 més 5 dies nefastos que no s'incloïen en ell.
El Tzolkin resultava de la combinació de 20 noms dels dies amb el número 13. Esquemàticament es pot representar per mitjà de dues rodes dentades; en una es troben els números 1 a 13 i en l'altra els noms dels dies. La primera gira cap a la dreta; la segona ho fa cap a l'esquerra.
Els noms dels dies eren per ordre: imix (llangardaix), ik '(vent), ak'bal (nit, foscor), kan (blat de moro, sargantana), chicchán (serp celestial), Kimi (mort), Manik (cérvol), lamat (conill, venus), muluc (jade, pluja), ok (gos, peu), chuwen (artesà, granota), eb (rosada, dent), ben (canya de blat de moro), ix (jaguar), men (àguila), kib (cera, espelma, tecolote), kaban (terra, tremolor), ets'nab (pedra foguera), kawak (tempesta) i ahaw (senyor).
Perquè es repeteixi l'1 imix, data inicial del calendari, havien de transcórrer 260 dies.